# Pleurobrachia bachei
Espèce
Pleurobrachia bachei  est une espèce de cténophores de la famille des Pleurobrachiidae.

## Habitat et répartition
Cette espèce est présente dans le Nord de l'océan Atlantique et au large de l'Irlande.